# Table des caractères Unicode/U1FA00
Cette page contient des caractères spéciaux ou non latins. S’ils s’affichent mal (▯, ?, etc.), consultez la page d’aide Unicode.
Table des caractères Unicode U+1FA00 à U+1FA6F.

## Symboles des échecs
Cet ensemble contient des symboles pour les pièces de diverses variantes du jeu d'échecs : les 6 pièces classiques du jeu d'échecs occidental (roi, dame, tour, fou, cavalier ou pion) mais de couleur neutre, 3 pièces pivotées de 45 degrés (cavalier de couleur blanche, noire ou neutre), 18 pièces pivotées de 90 degrés (les 6 pièces blanches, noires ou neutres), 3 pièces pivotées de 135 degrés (cavalier de couleur blanche, noire ou neutre), 18 pièces pivotées de 180 degrés ou culbutées (les 6 pièces blanches, noires ou neutres), 3 pièces pivotées de 225 degrés (cavalier de couleur blanche, noire ou neutre), 18 pièces pivotées de 270 degrés (les 6 pièces blanches, noires ou neutres), 3 pièces pivotées de 315 degrés (cavalier de couleur blanche, noire ou neutre), 3 équisauteurs (horizontaux, blanc, noir ou neutre), 3 équisauteurs pivotés de 90 degrés (verticaux et de couleur blanche, noire ou neutre), 6 pièces hybrides (cavalier-dame, cavalier-tour ou cavalier-fou, de couleur blanche ou noire) ; ainsi que les 14 pièces du jeu d'échecs chinois xiangqi (général, mandarin, éléphant, cheval, chariot, canon ou soldat, de couleur rouge ou noire).

### Table des caractères
| en fr   | 0 | 1 | 2 | 3 | 4 | 5 | 6 | 7 | 8 | 9 | A | B | C | D | E | F |
| U+1FA00 | 🨀 | 🨁 | 🨂 | 🨃 | 🨄 | 🨅 | 🨆 | 🨇 | 🨈 | 🨉 | 🨊 | 🨋 | 🨌 | 🨍 | 🨎 | 🨏 |
| U+1FA10 | 🨐 | 🨑 | 🨒 | 🨓 | 🨔 | 🨕 | 🨖 | 🨗 | 🨘 | 🨙 | 🨚 | 🨛 | 🨜 | 🨝 | 🨞 | 🨟 |
| U+1FA20 | 🨠 | 🨡 | 🨢 | 🨣 | 🨤 | 🨥 | 🨦 | 🨧 | 🨨 | 🨩 | 🨪 | 🨫 | 🨬 | 🨭 | 🨮 | 🨯 |
| U+1FA30 | 🨰 | 🨱 | 🨲 | 🨳 | 🨴 | 🨵 | 🨶 | 🨷 | 🨸 | 🨹 | 🨺 | 🨻 | 🨼 | 🨽 | 🨾 | 🨿 |
| U+1FA40 | 🩀 | 🩁 | 🩂 | 🩃 | 🩄 | 🩅 | 🩆 | 🩇 | 🩈 | 🩉 | 🩊 | 🩋 | 🩌 | 🩍 | 🩎 | 🩏 |
| ------- | - | - | - | - | - | - | - | - | - | - | - | - | - | - | - | - |
| U+1FA50 | 🩐 | 🩑 | 🩒 | 🩓 |   |   |   |   |   |   |   |   |   |   |   |   |
| U+1FA60 | 🩠 | 🩡 | 🩢 | 🩣 | 🩤 | 🩥 | 🩦 | 🩧 | 🩨 | 🩩 | 🩪 | 🩫 | 🩬 | 🩭 |   |   |